# Ica Vilander
Ica Vilander (* 20. prosince 1921 Most v Československu – 22. dubna 2013 v Hamburku) byla německá fotografka.

## Životopis
Po absolvování fotografického studia žila Ica Vilander od roku 1944 v Berlíně. Začala studovat grafiku a experimentální fotografii na berlínské univerzitě výtvarných umění u Heinze Hajeka-Halka. První publikace začala vydávat od roku 1959. V časopisu pro mládež TWEN vyšla její novinářsky inspirovaná studie o kabaretním umělci Wolfgangu Neussovi (8/1962) a o samotné Ice Vilanderové fotografická esej „Meine Oma fotografiert Akt“ (4/1967). Důvodem pro esej byl její životní styl, který se stal vzorem ženy milující zábavu a nepřizpůsobivé. V té době žila v úzkém spojení s rodinou hippies svého syna Helga.
Vilander svůj konec života strávila v Hamburku.

## Dílo
Ica Vilander inspirovala Wernera Kletta k filmu Die Augen der Ica Vilander (1968) a podílela se na celovečerním filmu Wernera Schroetera Übungen mit Darstellern (1968). Její fotografická díla lze najít jako „fade-in“ ve filmu Herberta Veselého Das Brot der frühen Jahre (1962) podle německého spisovatele Heinricha Bölla. Navrhovala knižní tituly pro vydavatele Rowohlt a Heyne. Od roku 1980 se úplně stáhla z veřejnosti.
Její originály jsou vzácné, mnoho z nich bylo zničeno a lze ji vidět pouze jako kopie v časopisu TWEN nebo v jejích knihách „akt apart“, „La femme vue par une femme“ (1967), „akt abstrakt“ (1968), „akt adonis“ (1969) a „vive le sex“ (1970).
Vilander portrétovala významné osobnosti jako byli například: Hildegard Knef, Helene Weigel, Gregory Corso, Maurice Béjart a Sidney Poitier. Kromě toho přitahovala mezinárodní pozornost svými fotografiemi aktu. Zpravodajský časopis DER SPIEGEL ji v roce 1969 popsal jako „nejslavnější německou fotografku aktů“.

## Publikace
- 1967 akt apart
- 1967 la femme vue par une femme
- 1968 akt abstrakt
- 1969 akt adonis
- 1970 vive le sex